# Банк Ольстера
Банк Ольстера (ирл. Banc Uladh, англ. Ulster Bank) — один из коммерческих банков Ирландии. Входит в число четырёх банков, имеющих право выпуска банкнот в Северной Ирландии.
Банк основан в 1836 году в Белфасте. В настоящее время состоит из двух структурных подразделений: Ulster Bank Ireland Limited (UBIL) — в Ирландии, Ulster Bank Limited (UBL) — в Северной Ирландии. Штаб-квартира банка находится в Дублине, штаб-квартира UBL — в Белфасте. С 2000 года банк входит в состав банковской группы Royal Bank of Scotland Group.
В настоящее время банк выпускает банкноты номиналом в 5, 10, 20, 50, 100 фунтов.